# Nội chiến Đại Việt (1771–1802)
Vào cuối thế kỷ 18 và đầu thế kỷ 19, tại Việt Nam diễn ra một cuộc nội chiến ác liệt và dai dẳng, mở đầu là cuộc khởi nghĩa Tây Sơn chống lại chúa Nguyễn Phúc Thuần, sau đó dẫn đến sự thành lập của Nhà Tây Sơn, chấm dứt thế cuộc Trịnh-Nguyễn phân tranh và sự trị vì của Hoàng đế nhà Lê trong suốt hơn hai trăm năm.
Nội chiến 1771-1802 là các cuộc xung đột giữa Triều Tây Sơn, chúa Nguyễn và các lực lượng Lê-Trịnh, cùng với sự can thiệp của nhiều thế lực ngoại bang như Xiêm La, Pháp, Trung Hoa... Cuộc chiến tranh này được các học giả nước ngoài gọi bằng nhiều tên như Những cuộc chiến tranh Tây Sơn, Nội chiến Việt Nam cuối thế kỷ 17, đầu thế kỷ 18 và bao gồm các chiến dịch:
- Khởi nghĩa Tây Sơn
- Trịnh-Nguyễn phân tranh, 1774-1775
- Chiến tranh Xiêm La-Tây Sơn
- Loạn kiêu binh nhà Lê
- Chiến tranh Tây Sơn-Chúa Trịnh
- Nội chiến Tây Sơn
- Chiến tranh Tây Sơn-Lan Xang
- Chiến tranh Lê-Tây Sơn
- Chiến tranh Tây Sơn-Chúa Nguyễn, 1787-1802
- Chiến tranh Chúa Nguyễn-Panduranga

Nguyễn Huệ lần lượt đánh bại chúa Nguyễn, chúa Trịnh và các lực lượng ngoại bang, lần đầu tiên thống nhất Việt Nam từ Nam ra Bắc. Tuy nhiên, đối mặt với nhiều mâu thuẫn nội tại và chống cự dai dẳng của Nguyễn Ánh, nhà Tây Sơn sụp đổ. Nguyễn Ánh tái thống nhất đất nước, lên ngôi lấy hiệu là Gia Long và là Hoàng đế đầu tiên của nhà Nguyễn 